# Boisseuilh
Cet article concerne une commune du département de la Dordogne. Pour la commune située en Haute-Vienne, voir Boisseuil.
Boisseuilh est une commune française située dans le département de la Dordogne, en région Nouvelle-Aquitaine.

## Géographie

Représentations cartographiques de la commune
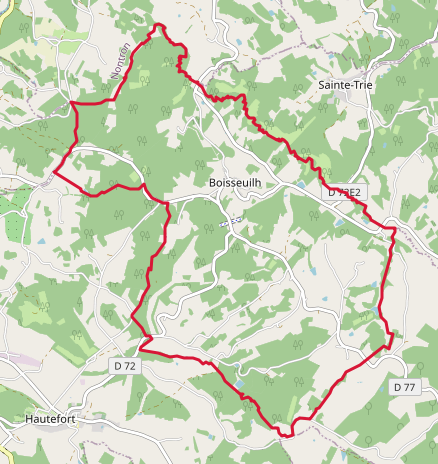
Carte OpenStreetMap.
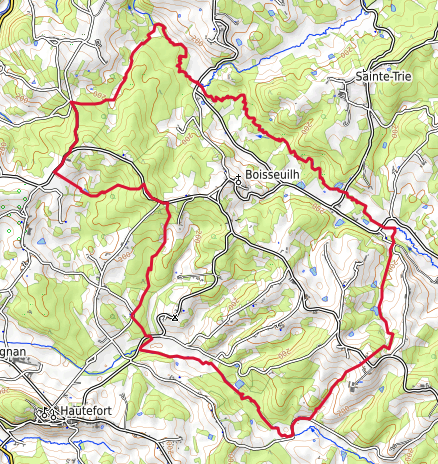
Carte topographique.
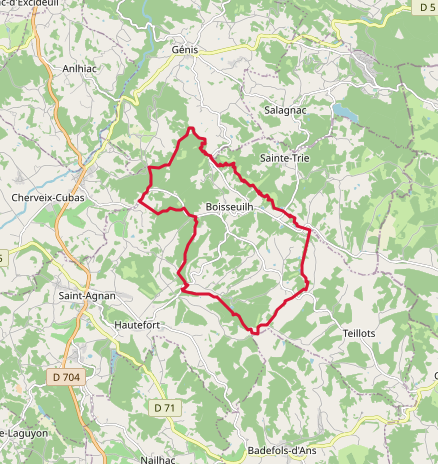
Carte avec les communes environnantes.

### Généralités
Située dans le quart nord-est du département de la Dordogne, la commune de Boisseuilh fait partie du Périgord central. Le territoire communal est bordé par deux affluents de l'Auvézère : au nord le Dalon et au sud la Lourde.
Traversé par la route départementale (RD) 72, le petit bourg de Boisseuilh se situe, en distances orthodromiques, quatre kilomètres au nord-est de Hautefort.
Le territoire communal est également desservi par les RD 72E1, 72E2 et 77.

### Communes limitrophes
Boisseuilh est limitrophe de six autres communes, dont Badefols-d'Ans au sud sur environ 150 mètres.
| Cherveix-Cubas | Génis          | Sainte-Trie |
|                | Boisseuilh     |             |
| Hautefort      | Badefols-d'Ans | Teillots    |

### Géologie et relief

#### Géologie
Situé sur la plaque nord du Bassin aquitain et bordé à son extrémité nord-est par une frange du Massif central, le département de la Dordogne présente une grande diversité géologique. Les terrains sont disposés en profondeur en strates régulières, témoins d'une sédimentation sur cette ancienne plate-forme marine. Le département peut ainsi être découpé sur le plan géologique en quatre gradins différenciés selon leur âge géologique. Boisseuilh est dans le gradin extrême nord-est que constitue le dernier contrefort du Massif central, avec des roches cristallines formées à l’ère primaire, antérieurement au Carbonifère.
Les couches affleurantes sur le territoire communal sont constituées de formations superficielles du Quaternaire datant du Cénozoïque et de roches sédimentaires du Mésozoïque et du Paléozoïque. La formation la plus ancienne, notée tfρ3, est constituée de grès de Thiviers et d'ardoises d'Allassac, des métatufs rhyodacitiques à chlorite et métagrauwackes, séricitoschistes intercalés (Cambrien moyen à supérieur). La formation la plus récente, notée Fy3-z, fait partie des formations superficielles de type alluvions subactuelles à actuelles. Le descriptif de ces couches est détaillé dans la feuille « no 760 - Juillac » de la carte géologique au 1/50 000 de la France métropolitaine, et sa notice associée.

Carte géologique de Boisseuilh.

#### Relief et paysages

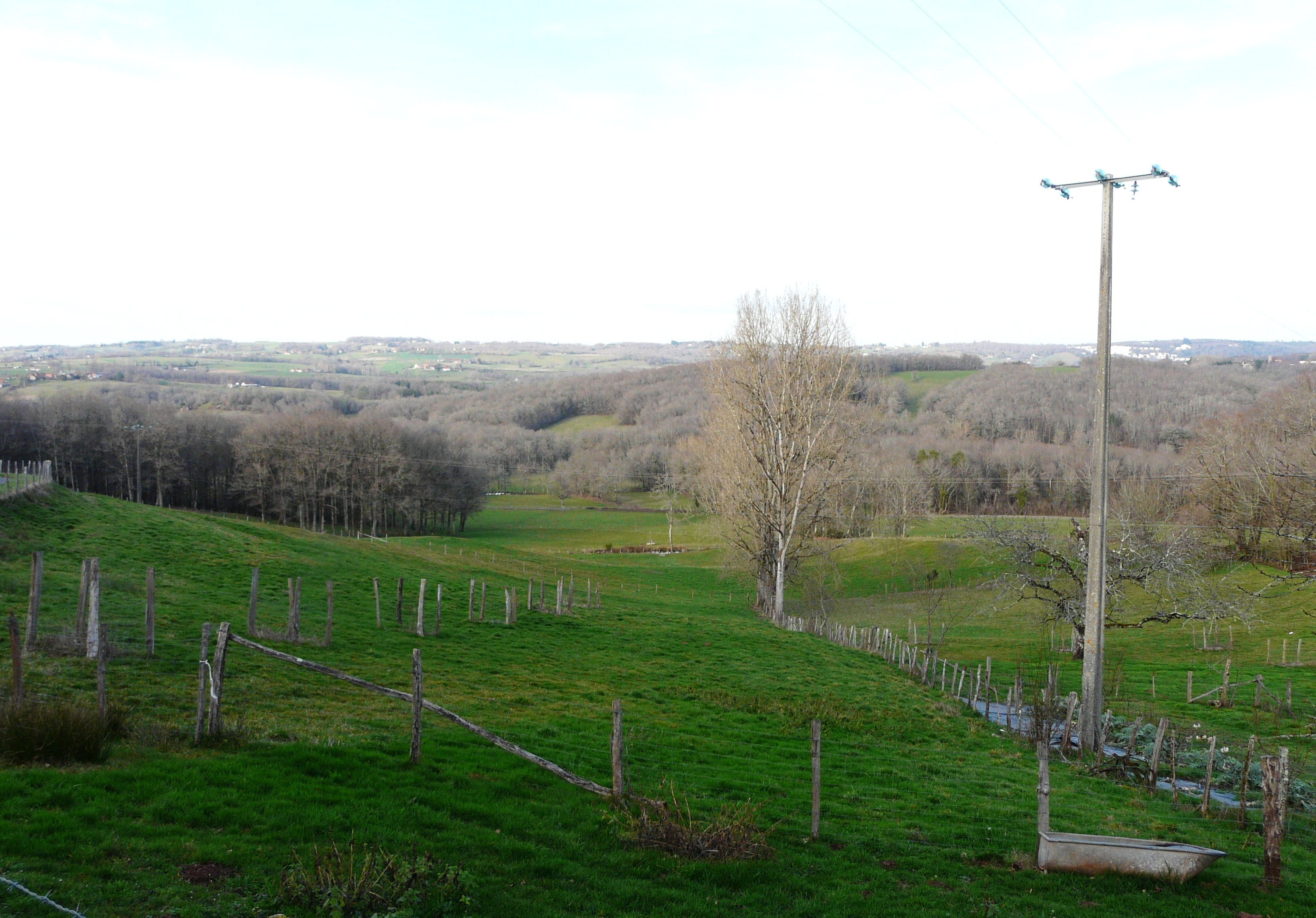
La vallée du Dalon vue depuis le bourg de Boisseuilh.

Le département de la Dordogne se présente comme un vaste plateau incliné du nord-est (491 m, à la forêt de Vieillecour dans le Nontronnais, à Saint-Pierre-de-Frugie) au sud-ouest (2 m à Lamothe-Montravel). L'altitude du territoire communal varie quant à elle entre 153 m à l'extrême sud-ouest, là où la Lourde quitte la commune et entre sur celle de Hautefort, et 266 m,.
Dans le cadre de la Convention européenne du paysage entrée en vigueur en France le 1er juillet 2006, renforcée par la loi du 8 août 2016 pour la reconquête de la biodiversité, de la nature et des paysages, un atlas des paysages de la Dordogne a été élaboré sous maîtrise d’ouvrage de l’État et publié en octobre 2020. Les paysages du département s'organisent en huit unités paysagères et 14 sous-unités. La commune est dans l'unité paysagère des « Marges du bassin de Brive », qui correspond à la marge occidentale du bassin de Brive. Elle se caractérise par une succession d’amples vallées, déblayées dans les grès roses et les argiles rouges. Les altitudes s’échelonnent entre 350 et 150 m,.
La superficie cadastrale de la commune publiée par l'Insee, qui sert de référence dans toutes les statistiques, est de 11,90 km2,,. La superficie géographique, issue de la BD Topo, composante du Référentiel à grande échelle produit par l'IGN, est quant à elle de 12,17 km2.

### Hydrographie

#### Réseau hydrographique
La commune est située dans le bassin de la Dordogne au sein du Bassin Adour-Garonne. Elle est drainée par la Lourde, le Dalon et par divers petits cours d'eau, qui constituent un réseau hydrographique de 23 km de longueur totale,.
La Lourde, d'une longueur totale de 12,82 km, prend sa source dans la commune de Badefols-d'Ans et se jette dans l'Auvézère en rive gauche à Cherveix-Cubas,. Elle marque la limite communale au sud sur deux kilomètres, face à Hautefort.
Le Dalon, d'une longueur totale de 17,53 km, prend sa source dans la commune de Segonzac et se jette dans l'Auvézère en rive gauche à Génis, face à Anlhiac,. Il borde la commune au nord-est sur près de cinq kilomètres et demi, face à Sainte-Trie et Génis.

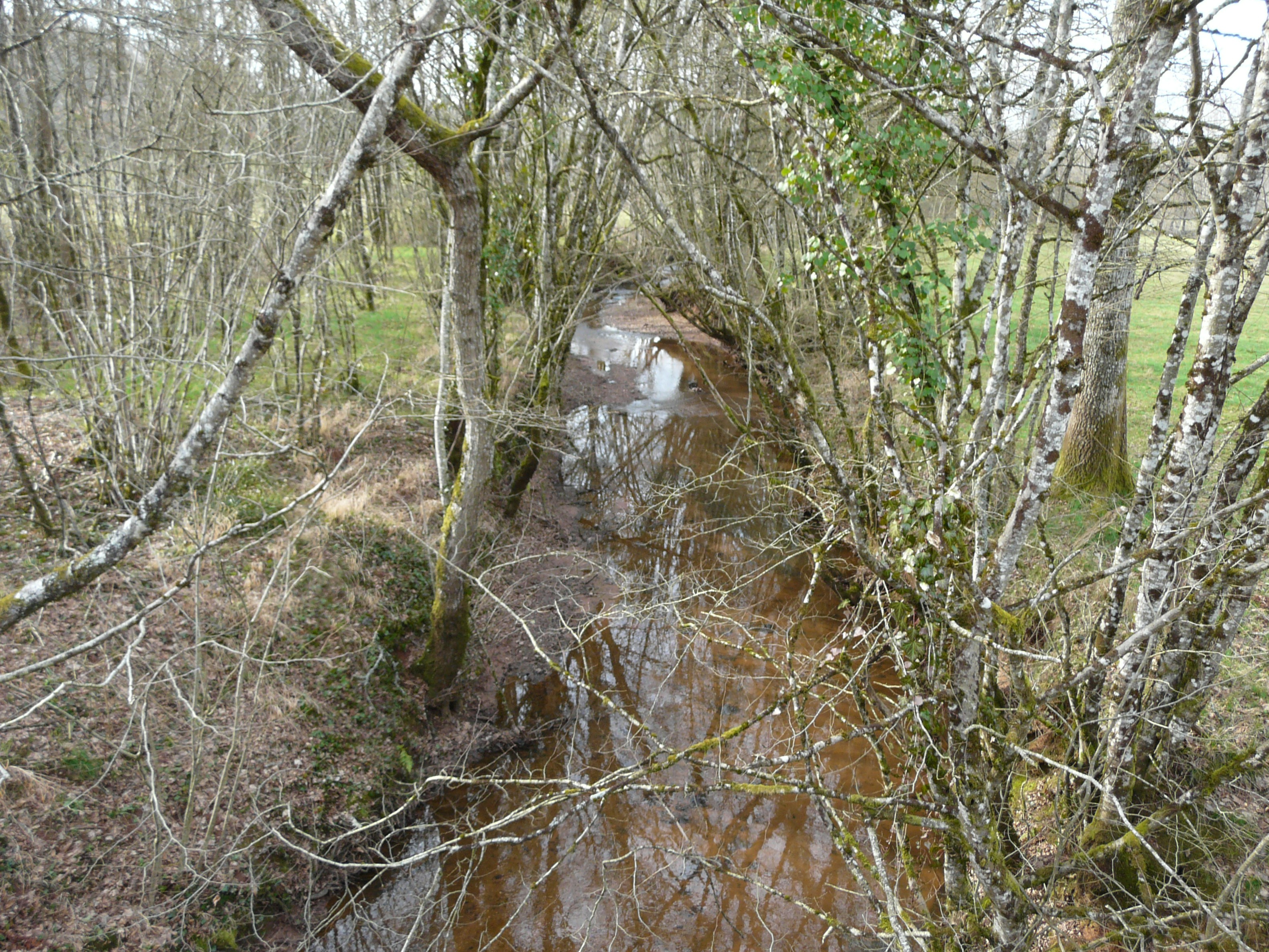
Le Dalon au pont de la RD 72, en limite de Boisseuilh (à gauche) et Sainte-Trie.
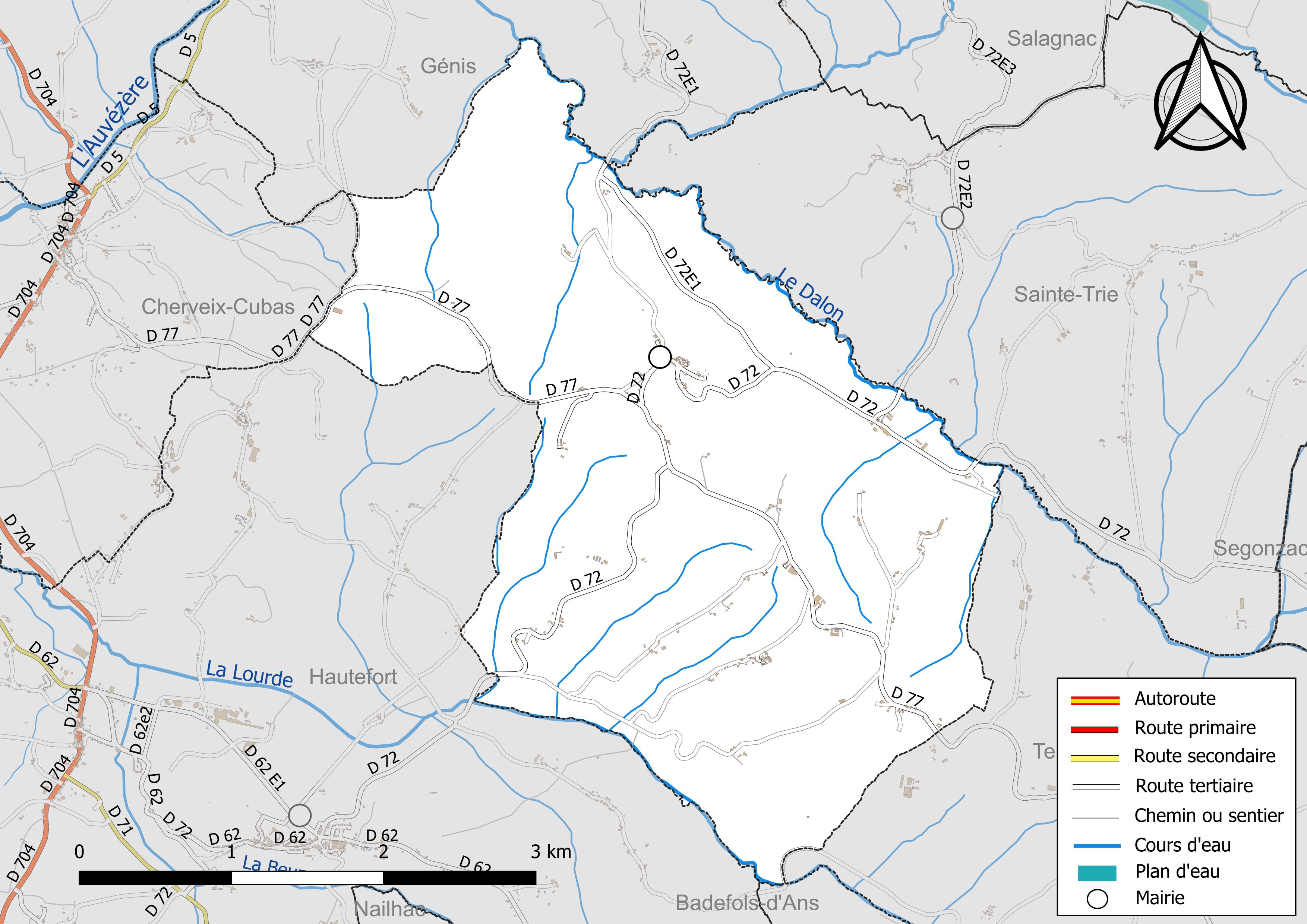
Réseaux hydrographique et routier de Boisseuilh.

#### Gestion et qualité des eaux
Le territoire communal est couvert par le schéma d'aménagement et de gestion des eaux (SAGE) « Isle - Dronne ». Ce document de planification, dont le territoire regroupe les bassins versants de l'Isle et de la Dronne, d'une superficie de 7 500 km2, a été approuvé le 2 août 2021. La structure porteuse de l'élaboration et de la mise en œuvre est l'établissement public territorial de bassin de la Dordogne (EPIDOR). Il définit sur son territoire les objectifs généraux d’utilisation, de mise en valeur et de protection quantitative et qualitative des ressources en eau superficielle et souterraine, en respect des objectifs de qualité définis dans le troisième SDAGE  du Bassin Adour-Garonne qui couvre la période 2022-2027, approuvé le 10 mars 2022.
La qualité des eaux de baignade et des cours d’eau peut être consultée sur un site dédié géré par les agences de l’eau et l’Agence française pour la biodiversité.

### Climat
Pour des articles plus généraux, voir Climat de la Nouvelle-Aquitaine et Climat de la Dordogne.
Historiquement, la commune est exposée à un climat océanique aquitain.  
En 2020, Météo-France publie une typologie des climats de la France métropolitaine dans laquelle la commune est exposée à un climat océanique altéré et est dans la région climatique  Ouest et nord-ouest du Massif Central, caractérisée par une pluviométrie annuelle de 900 à 1 500 mm, maximale en automne et en hiver.
Pour la période 1971-2000, la température annuelle moyenne est de 12 °C, avec  une amplitude thermique annuelle de 15,1 °C. Le cumul annuel moyen de précipitations est de 1 028 mm, avec 12,8 jours de précipitations en janvier et 7,8 jours en juillet. Pour la période 1991-2020, la température moyenne annuelle observée sur la station météorologique la plus proche, située sur la commune de Thenon à 19 km à vol d'oiseau, est de 12,9 °C et le cumul annuel moyen de précipitations est de 907,1 mm,. Pour l'avenir, les paramètres climatiques de la commune estimés pour 2050 selon différents scénarios d’émission de gaz à effet de serre sont consultables sur un site dédié publié par Météo-France en novembre 2022.

## Urbanisme

### Typologie
Au 1er janvier 2024, Boisseuilh est catégorisée commune rurale à habitat très dispersé, selon la nouvelle grille communale de densité à 7 niveaux définie par l'Insee en 2022.
Elle est située hors unité urbaine et hors attraction des villes,.

### Occupation des sols

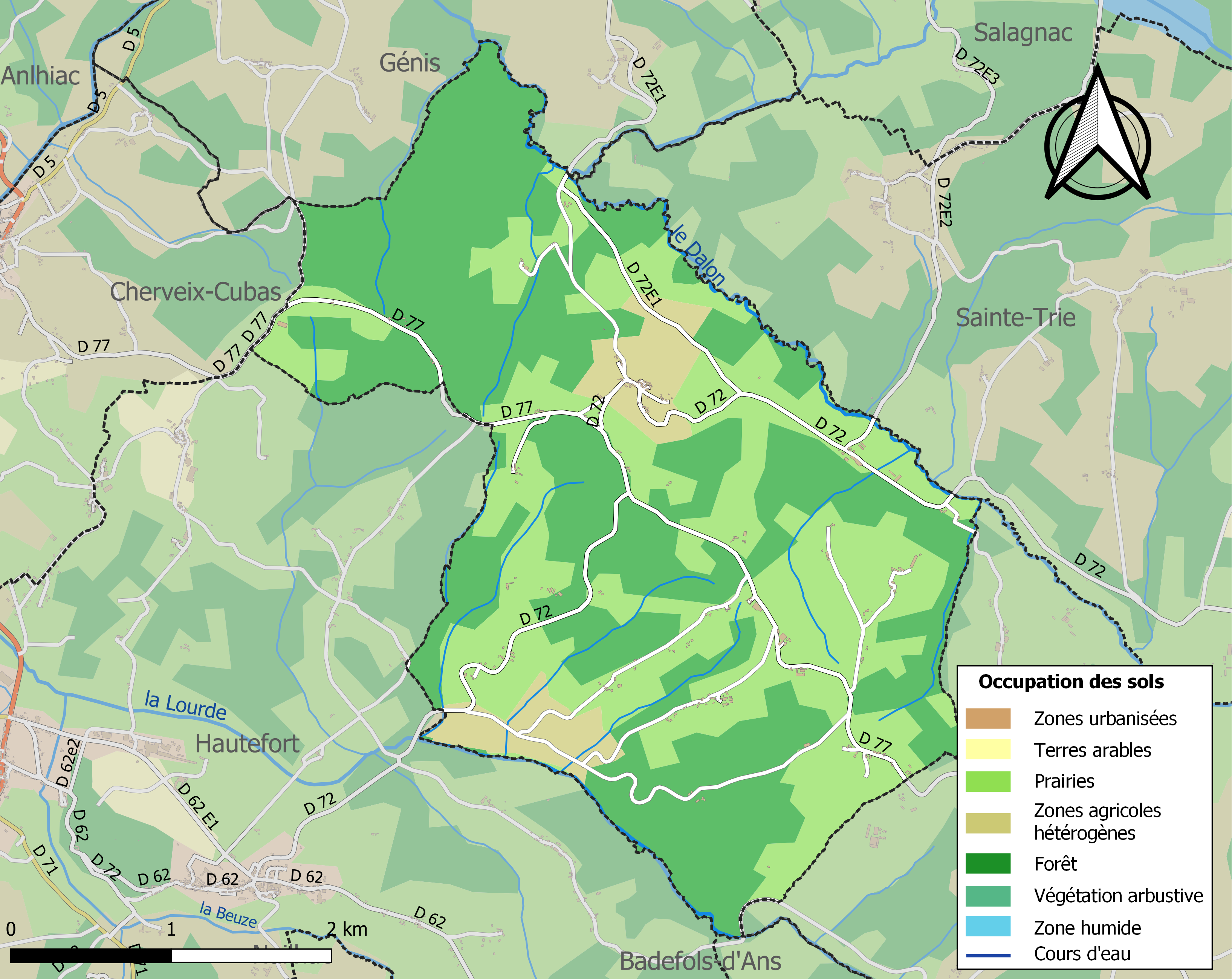
Carte des infrastructures et de l'occupation des sols de la commune en 2018 (CLC).

L'occupation des sols de la commune, telle qu'elle ressort de la base de données européenne d’occupation biophysique des sols Corine Land Cover (CLC), est marquée par l'importance des forêts et milieux semi-naturels (53,7 % en 2018), en augmentation par rapport à 1990 (51,8 %). La répartition détaillée en 2018 est la suivante : 
forêts (53,7 %), prairies (39,7 %), zones agricoles hétérogènes (6,6 %). L'évolution de l’occupation des sols de la commune et de ses infrastructures peut être observée sur les différentes représentations cartographiques du territoire : la carte de Cassini (XVIIIe siècle), la carte d'état-major (1820-1866) et les cartes ou photos aériennes de l'IGN pour la période actuelle (1950 à aujourd'hui).

### Villages, hameaux et lieux-dits
Outre le bourg de Boisseuilh proprement dit, le territoire se compose d'autres villages ou hameaux, ainsi que de lieux-dits :
- les Arcis
- Argouillet
- le Bamboulet
- le Bois de Minet
- la Borie
- Brujou
- la Buretterie
- la Champélanie
- le Château
- la Contie
- las Cortias
- le Débat
- les Débats
- le Dognon
- la Gare
- la Lourde
- la Maison Rouge
- la Mallétie
- Mazaupin
- Néboule
- le Penaud
- le Perrier
- le Petit Moulin
- les Places
- les Salles
- le Theil.

### Prévention des risques
Le territoire de la commune de Boisseuilh est vulnérable à différents aléas naturels : météorologiques (tempête, orage, neige, grand froid, canicule ou sécheresse), feux de forêts, mouvements de terrains et séisme (sismicité très faible). Il est également exposé à un risque particulier : le risque de radon. Un site publié par le BRGM permet d'évaluer simplement et rapidement les risques d'un bien localisé soit par son adresse soit par le numéro de sa parcelle.

#### Risques naturels
Boisseuilh est exposée au risque de feu de forêt. L’arrêté préfectoral du 14 mars 2013 fixe les conditions de pratique des incinérations et de brûlage dans un objectif de réduire le risque de départs d’incendie. À ce titre, des périodes sont déterminées : interdiction totale du 15 février au 15 mai et du 15 juin au 15 octobre, utilisation réglementée du 16 mai au 14 juin et du 16 octobre au 14 février. En septembre 2020, un plan inter-départemental de protection des forêts contre les incendies (PidPFCI) a été adopté pour la période 2019-2029,.

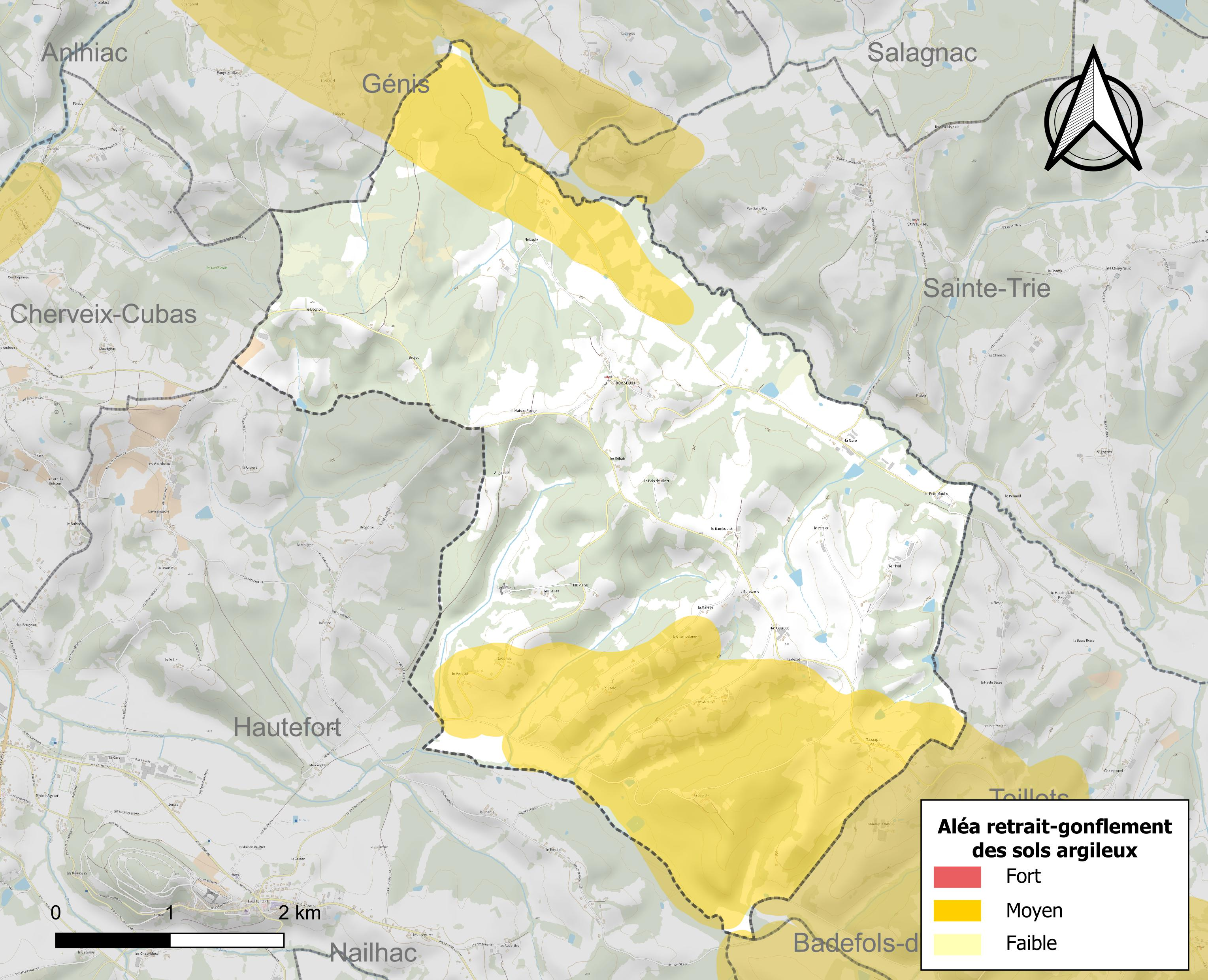
Carte des zones d'aléa retrait-gonflement des sols argileux de Boisseuilh.

Les mouvements de terrains susceptibles de se produire sur la commune sont des tassements différentiels. Le retrait-gonflement des sols argileux est susceptible d'engendrer des dommages importants aux bâtiments en cas d’alternance de périodes de sécheresse et de pluie. 33,1 % de la superficie communale est en aléa moyen ou fort (58,6 % au niveau départemental et 48,5 % au niveau national métropolitain). Depuis le 1er octobre 2020, en application de la loi ÉLAN, différentes contraintes s'imposent aux vendeurs, maîtres d'ouvrages ou constructeurs de biens situés dans une zone classée en aléa moyen ou fort,.
La commune a été reconnue en état de catastrophe naturelle au titre des dommages causés par les inondations et coulées de boue survenues en 1982 et 1999, par la sécheresse en 1989 et 1991 et par des mouvements de terrain en 1999.

#### Risque particulier
Dans plusieurs parties du territoire national, le radon, accumulé dans certains logements ou autres locaux, peut constituer une source significative d’exposition de la population aux rayonnements ionisants. Selon la classification de 2018, la commune de Boisseuilh est classée en zone 3, à savoir zone à potentiel radon significatif.

## Toponymie
La première mention écrite connue du lieu est relevée en l'an 1150 sur le cartulaire de Châtres sous la forme latine Boisolium. En 1354 apparait la mention Buxolium, et Boyschuelh en 1408. Sur la carte de Cassini représentant la France entre 1756 et 1789, le village est identifié sous le nom de Boisseuil.
Le nom se réfère au latin buxus signifiant buis, suivi du suffixe gaulois °-ialo correspondant à un champ ou une clairière. Boisseuilh signifie donc « champ (ou clairière) planté de buis ».
En occitan, la commune porte le nom de Boissuelh.

## Histoire
Le repaire noble de Boisseuilh dépendait en 1150 de la châtellenie de Génis.
Lors de la création des départements français en 1790, la commune a d'abord brièvement fait partie de la Corrèze avant d'être rattachée en 1793, ainsi que neuf autres communes, à la Dordogne.

## Politique et administration

### Rattachements administratifs et électoraux
La commune de Boisseuilh a, dès 1790, fait partie du département de la Corrèze.
En 1793, elle est rattachée au canton de Génis qui dépend du district d'Excideuil dans le département de la Dordogne, jusqu'en 1795, date de suppression des districts. En 1801, le canton de Génis est supprimé et la commune est rattachée au canton de Hautefort dépendant de l'arrondissement de Périgueux.
Dans le cadre de la réforme de 2014 définie par le décret du 21 février 2014, ce canton disparaît aux élections départementales de mars 2015. La commune est alors rattachée électoralement au canton du Haut-Périgord Noir.
En 2017, Boisseuilh est rattachée à l'arrondissement de Sarlat-la-Canéda,.

### Intercommunalité
Au 1er janvier 1995, Boisseuilh intègre dès sa création la communauté de communes du Pays de Hautefort. Celle-ci disparaît le 31 décembre 2013, remplacée au 1er janvier 2014 par une nouvelle intercommunalité élargie, la communauté de communes du Terrassonnais en Périgord noir Thenon Hautefort, renommée communauté de communes Terrassonnais Haut Périgord Noir en octobre 2021.

### Administration municipale
La population de la commune étant comprise entre 100 et 499 habitants au recensement de 2017, onze conseillers municipaux ont été élus en 2020,.

### Liste des maires

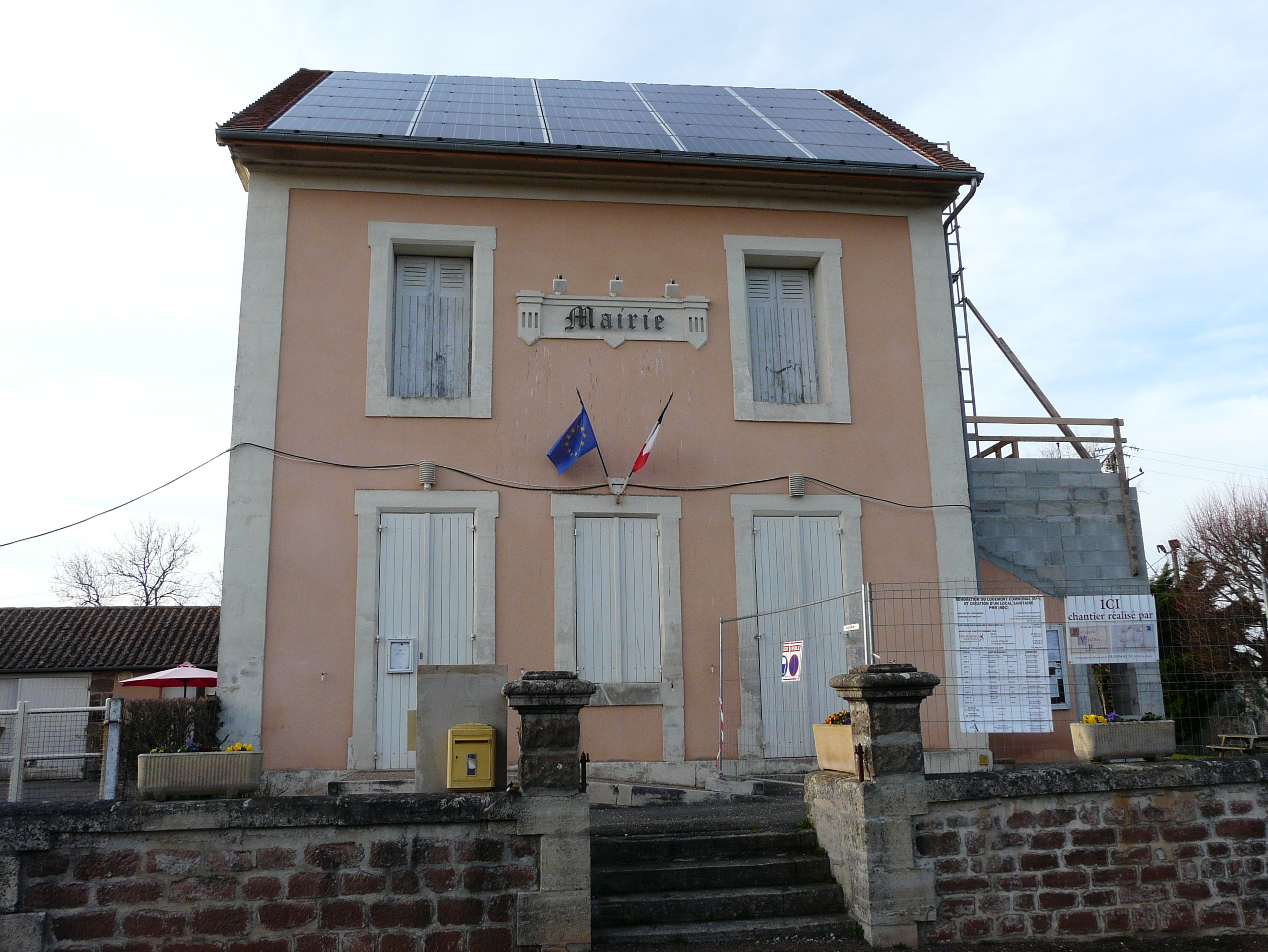
La mairie.

| Période                                  | Période   | Identité       | Étiquette | Qualité     |
| ---------------------------------------- | --------- | -------------- | --------- | ----------- |
| Les données manquantes sont à compléter. |           |                |           |             |
|                                          |           |                |           |             |
| 1964                                     | mars 2008 | Michel Géral   |           |             |
| mars 2008 (réélu en mai 2020)            | En cours  | Gérard Mercier | SE        | Agriculteur |

## Équipements et services publics

### Enseignement
Début 2025, Boisseuilh est organisée en regroupement pédagogique intercommunal (RPI) avec onze autres communes au niveau des classes de primaire.
- Cherveix-Cubas accueille les enfants en cours moyen 2e année.
- Hautefort dispose de quatre autres classes, depuis l'école maternelle jusqu'au cours moyen 1re année.

### Justice
Dans le domaine judiciaire, Boisseuilh relève : 
- du tribunal judiciaire, du tribunal pour enfants, du conseil de prud'hommes et du tribunal de commerce de Périgueux ;
- du pôle Nationalité du tribunal judiciaire de Périgueux (compétent uniquement dans le domaine de la nationalité) ;
- de la cour d'appel, du tribunal administratif et de la  cour administrative d'appel de Bordeaux.

## Population et société

### Démographie
Les habitants de Boisseuilh se nomment les Boisseuilhais.
L'évolution du nombre d'habitants est connue à travers les recensements de la population effectués dans la commune depuis 1793. Pour les communes de moins de 10 000 habitants, une enquête de recensement portant sur toute la population est réalisée tous les cinq ans, les populations de référence des années intermédiaires étant quant à elles estimées par interpolation ou extrapolation. Pour la commune, le premier recensement exhaustif entrant dans le cadre du nouveau dispositif a été réalisé en 2006.

En 2022, la commune comptait 110 habitants, en évolution de −8,33 % par rapport à 2016 (Dordogne : +0,37 %, France hors Mayotte : +2,11 %).
| 1793 | 1800 | 1806 | 1821 | 1831 | 1836 | 1841 | 1846 | 1851 |
| ---- | ---- | ---- | ---- | ---- | ---- | ---- | ---- | ---- |
| 420  | 368  | 344  | 241  | 429  | 426  | 451  | 419  | 468  |

| 1856 | 1861 | 1866 | 1872 | 1876 | 1881 | 1886 | 1891 | 1896 |
| ---- | ---- | ---- | ---- | ---- | ---- | ---- | ---- | ---- |
| 429  | 417  | 410  | 376  | 390  | 377  | 359  | 375  | 590  |

| 1901 | 1906 | 1911 | 1921 | 1926 | 1931 | 1936 | 1946 | 1954 |
| ---- | ---- | ---- | ---- | ---- | ---- | ---- | ---- | ---- |
| 390  | 417  | 412  | 336  | 298  | 277  | 304  | 312  | 253  |

| 1962 | 1968 | 1975 | 1982 | 1990 | 1999 | 2006 | 2011 | 2016 |
| ---- | ---- | ---- | ---- | ---- | ---- | ---- | ---- | ---- |
| 196  | 184  | 178  | 169  | 113  | 114  | 127  | 118  | 120  |

| 2021 | 2022 | - | - | - | - | - | - | - |
| ---- | ---- | - | - | - | - | - | - | - |
| 113  | 110  | - | - | - | - | - | - | - |

## Économie

### Emploi
En 2015, parmi la population communale comprise entre 15 et 64 ans, les actifs représentent quarante-six personnes, soit 39,0 % de la population municipale. Le nombre de chômeurs (six) a augmenté par rapport à 2010 (quatre) et le taux de chômage de cette population active s'établit à 12,8 %.

### Établissements
Au 31 décembre 2015, la commune compte vingt établissements, dont six au niveau des commerces, transports ou services, six dans l'agriculture, la sylviculture ou la pêche, quatre dans l'industrie, deux relatifs au secteur administratif, à l'enseignement, à la santé ou à l'action sociale, et deux dans la construction.

## Culture locale et patrimoine

### Lieux et monuments
- L'église Saint-Valéry[65] du XIVe siècle[66] recèle une statue du XVe siècle en bois représentant saint Valéry[67], un ermite limousin[65].
- Le château de Boisseuilh dépendait en 1150 de la châtellenie de Génis[48]. Au XIXe siècle, il a été reconstruit en intégrant une tour datant du Moyen Âge, et il a conservé un pigeonnier[48].

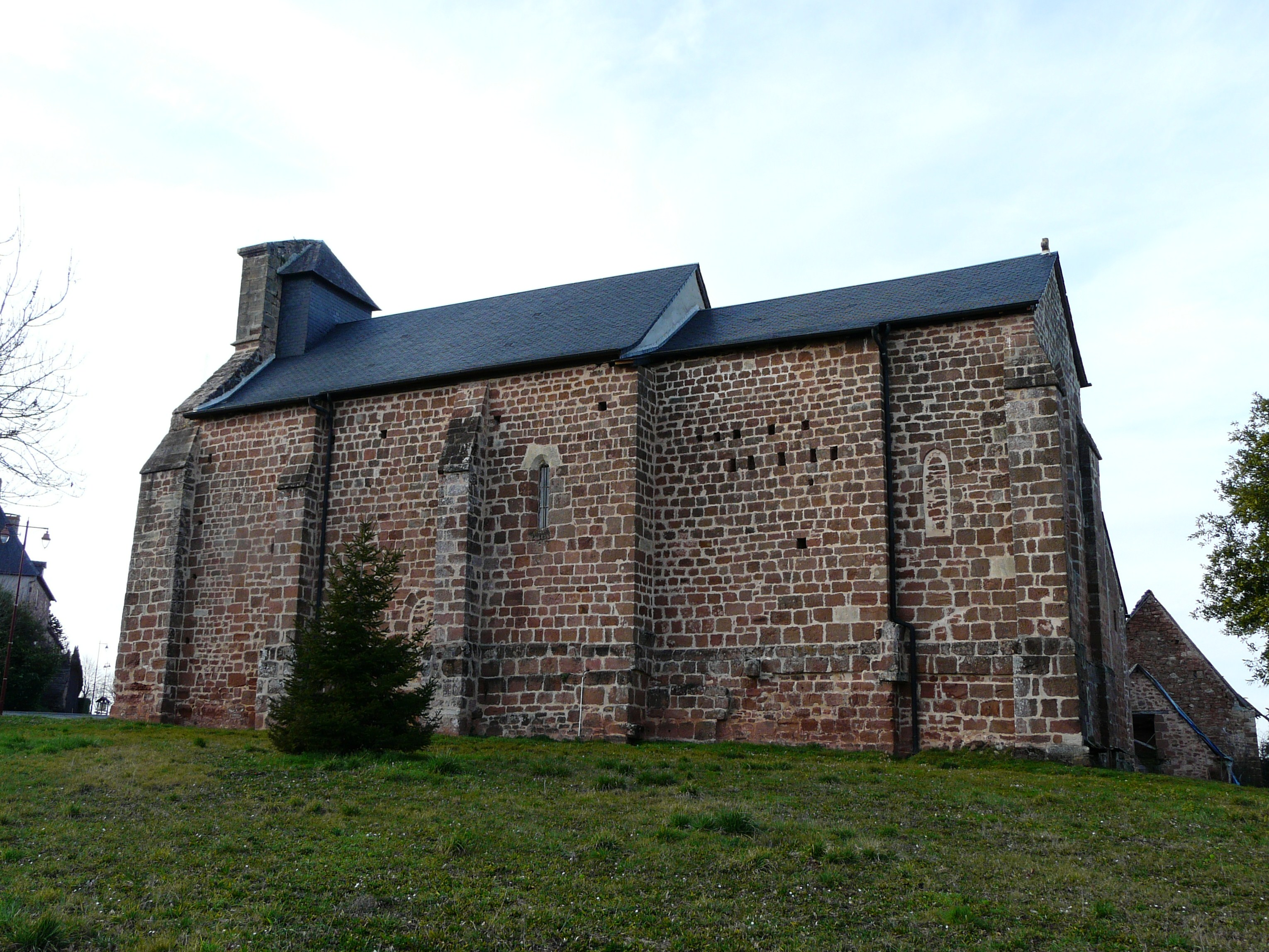
L'église Saint-Valéry.
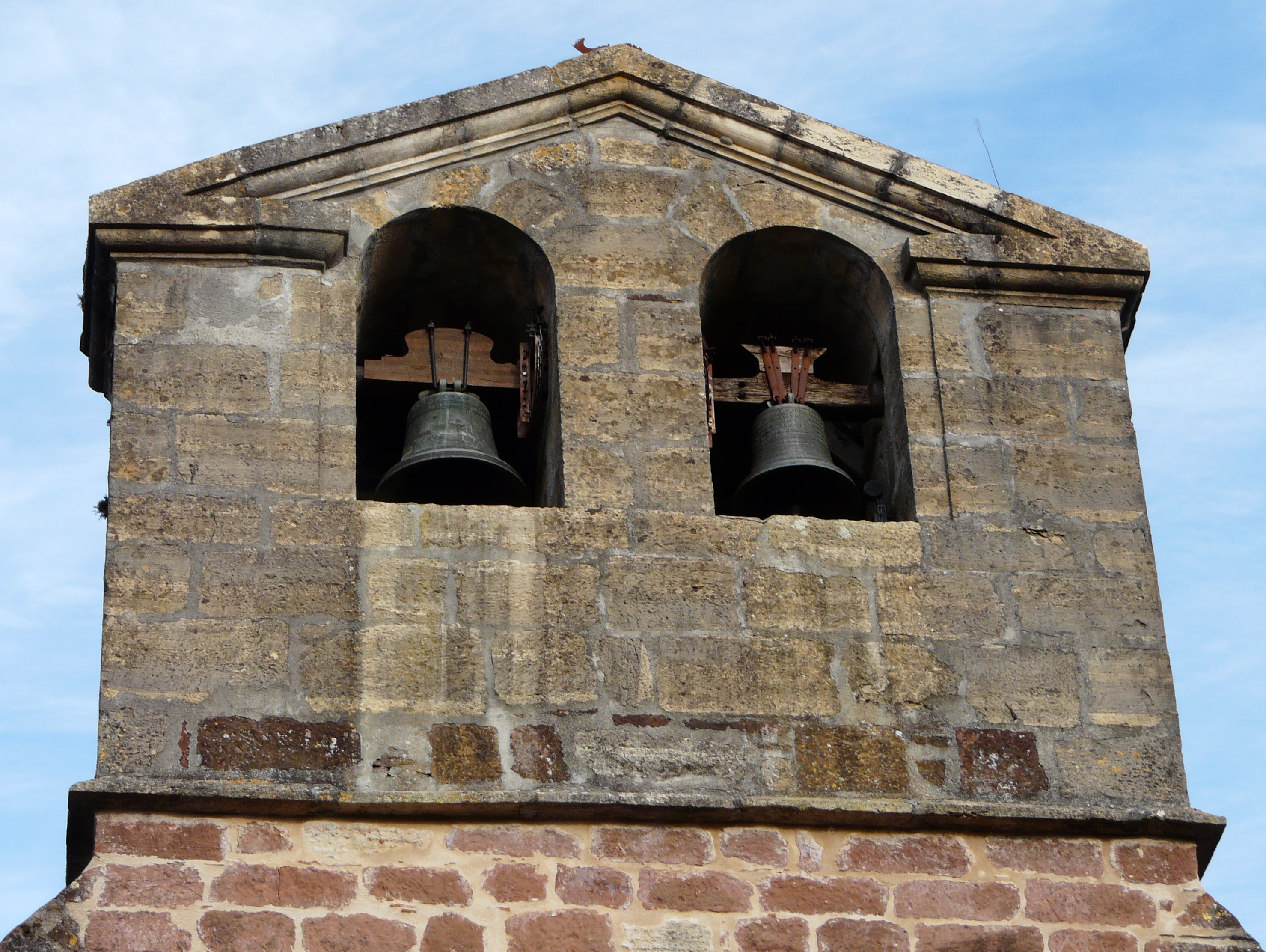
Son clocher-mur.
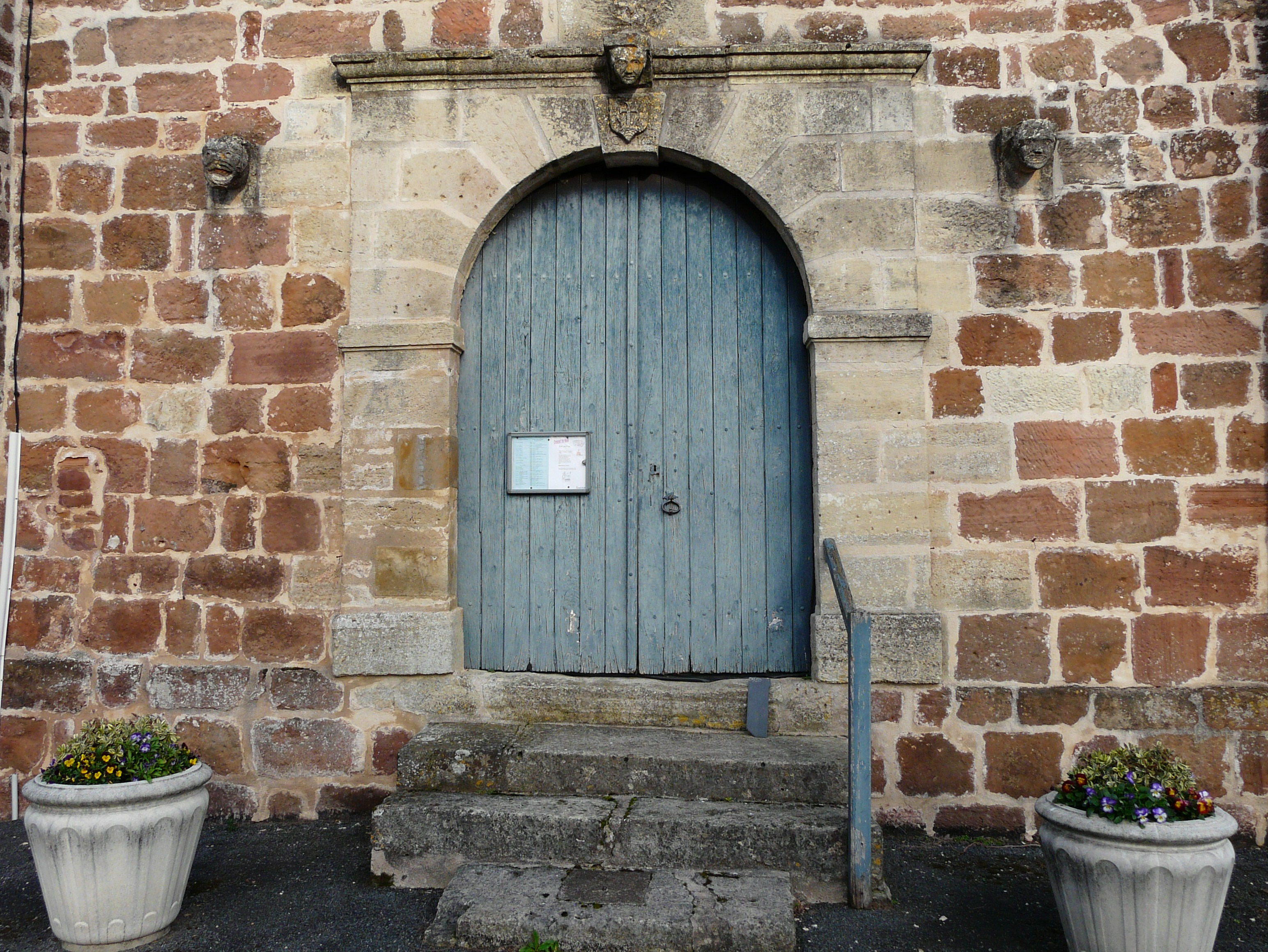
Son portail.

### Personnalités liées à la commune
- Jean Raynaud (1818-1890), homme politique, né à Boisseuilh.

## Pour approfondir